# Główiew
Główiew – wieś w Polsce położona w województwie wielkopolskim, w powiecie konińskim, w gminie Stare Miasto.
Wieś królewska Głowiewo starostwa konińskiego, pod koniec XVI wieku leżała w powiecie konińskim województwa kaliskiego. W latach 1975–1998 miejscowość administracyjnie należała do województwa konińskiego.

## Historia
Miejscowość pod zlatynizowaną nazwą villa Glowewo wymieniona jest w łacińskim dokumencie wydanym w Gnieźnie w 1283 roku sygnowanym przez króla polskiego Przemysła II.